# إدوارد ونايت
إدوارد ونايت (بالإنجليزية: Edward Knight)‏ (10 مايو 1794 - 5 نوفمبر 1879) هو لاعب كريكت بريطاني (وحمل سابقاً جنسية المملكة المتحدة لبريطانيا العظمى وأيرلندا ومملكة بريطانيا العظمى).